# لايكا
الكلبة لايكا (الروسية: Лайка، اسم لعدد من سلالات الكلاب، والذي يعني حرفيّاً «النباحة») هي كلبة فضاء سوفيتية (1954 - 3 نوفمبر 1957) وهي أول كائن ثديي يخرج إلى الفضاء ويدور حول الأرض، وأوّل من فقد حياته جرّاء هذه التجربة. فقبل رحلة لايكا إلى الفضاء لم يكن معروفا إلا القليل عن تأثير رحلات الفضاء على الكائنات الحية. وكان بعض العلماء يعتقدون أن الإنسان لا يمكنه تحمل عملية الإطلاق ولا يستطيع التعايش مع البيئة الفضائية. لذا اقترح المهندسون إرسال الحيوانات أولا لتكون مؤشرا للإنسان. استخدمت الولايات المتحدة في هذا الغرض قردة الشمبانزي بينما اختار الاتحاد السوفيتي استخدام الكلاب. وبدأت لايكا تتلقى تدريبات مع كلبين آخرين حتى وقع الاختيار عليها لتقوم بهذه المهمة وتنطلق مع مركبة الفضاء السوفيتية سبوتنك-2 في 3 نوفمبر 1957.
ماتت لايكا بعد بضع ساعات من الإطلاق، غالبا بسبب الإجهاد ودرجة الحرارة المرتفعة، ومحتمل أن هذا بسبب عطل في نظام التحكم بالحرارة. ولكن موعد وفاتها وسببه لم يُعلن عنهما قبل عام 2002، بل كان المعلن أنها عاشت لعدة أيام. وعلى الرغم من ذلك فإن التجربة أثبتت أن الكائنات الحية يمكنها التعايش مع إطلاق المركبة ودورانها في مدار وتحمل حالة انعدام الوزن التي يكونون عليها في الفضاء. مهدت هذه التجربة الطريق أمام خروج الإنسان للفضاء وأعطت للعلماء أحد أول المعلومات عن كيفيّة تعاطي الكائنات الحيّة مع البيئة الفضائية.
وفي 11 أبريل 2008 كشفت روسيا رسميا عن نصب تذكاري صغير للايكا تم بناؤه بجانب مرفق الأبحاث العسكرية بموسكو الذي أعد رحلة لايكا إلى الفضاء. والنصب التذكاري يظهر كلبة تقف على قمة صاروخ.

## سبوتنك-2

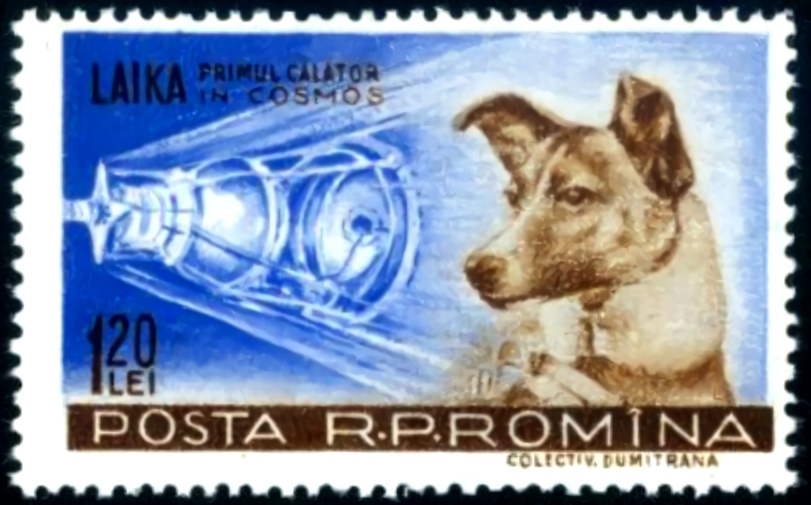
طابع بريد روماني من سنة 1959 للايكا (الكتابة «لايكا، أول مسافر إلى الكون»)

بعد النجاح الذي حققه سبوتنك-1، رغب القائد السوفيتي، نيكيتا خروشوف، بإطلاق مركبة فضائية إلى الفضاء بتاريخ 7 نوفمبر، أي في الذكرى الأربعين للثورة البلشفية، وفي هذه الأثناء كان العمل جاريًا على إنشاء قمر صناعي أكثر تطوّرًا، لكنه ما كان لينتهي إلا بحلول شهر ديسمبر؛ وقد أصبح هذا القمر الصناعي الجديد فيما بعد سبوتنك-3. ولكي يسلّم في الموعد المحدد اضطر العلماء إلى بناء مركبة جديدة.
وكان خروشوف يرغب بأن تكون المركبة الجديدة «مذهلة»، لتكرار النجاح الساحق الذي حققته المهمة السابقة، وصعق العالم، وإذهال الناس، بقدرات الاتحاد السوفياتي. استقر رأي مخططي المشروع على استخدام أحد الكلاب في هذه الرحلة الفضائية، خصوصًا بعدما كان مهندسوا الصواريخ السوفييتية يرغبون بإرسال كلب إلى الفضاء قبل إرسال أي إنسان؛ فمنذ عام 1951 قاموا بإطلاق 12 كلبًا في رحلات فلكية بداخل الغلاف الجوي، وأخذوا يعملون تدريجيًّا على إعداد رحلة فضائية لها، في وقت ما خلال عام 1958 على الأرجح. قام العلماء بالإسراع بتنفيذ برنامج الكلاب الفضائي حتى ينتهوا في نوفمبر وفق الميعاد الذي حدده خروشوف.
تم اتخاذ القرار الرسمي بإطلاق سبوتنك-2 في 10 أو 12 أكتوبر، وفق ما تفيد به المصادر الروسية، مما ترك لفريق العلماء أربعة أسابيع فقط كي يصمموا ويبنوا المركبة الفضائية. لذا، فإن سبوتنك-2 كانت نتيجة عمل سريع، حيث تمّ بناء معظم أقسام المركبة وفق ما أفادت به الرسومات الأولية. كان لسبوتنك-2 هدف آخر ثانوي إلى جانب الهدف الرئيسي أي إرسال راكب حيّ إلى الفضاء، فقد حملت معها أجهزة لقياس الشعاعات الشمسيّة والأشعة الكونية.
تمّ تجهيز المركبة بجهاز دعم للحياة يتألف من آلة منتجة للأكسجين وعدد من الأجهزة لتفادي التسمم بالأكسجين ولامتصاص ثاني أكسيد الكربون. أضيفت مروحة إلى القمرة المخصصة للكلب تعمل تلقائيّا بمجرّد ارتفاع درجة الحرارة فوق 15 °مئوية (59 °فهرنهايت) كي يبقى الحيوان منتعشًا. وقد وضع طعامٌ (بحالة هلاميّة) يكفي لسبعة أيام من الطيران، كما ربط بالكلبة كيس كي تتجمّع فيه فضلاتها. وكان العلماء قد صمموا لجام متناسب مع حجم الحيوان، وبعض السلاسل لتقييد حركاتها ومنعها من الوقوف أو الجلوس أو الاستلقاء؛ حيث أن القمرة لم تكن واسعة بما فيه الكفاية كي تسمح لها بكل ذلك ولا حتى بالدوران. وُضع في المركبة أيضا مخطط قلب كهربائي لمراقبة معدل نبض الكلبة، وغيره من الأجهزة لمراقبة معدل تنفسها، ضغط الشرايين الأقصى، وحركتها.

## التدريب
الكلبة -التي سميت فيما بعد لايكا- كانت أحد الكلاب الضالة في شوارع موسكو. فقد اختار العلماء السوفييت أن يستخدموا الكلاب الضالة باعتبارها تعودت على تحمل الظروف الصعبة من البرد والجوع. وكانت العينة عبارة عن أنثى مهجنة تزن 11 رطلا،  وفي عمر 3 أعوام تقريبا، وفي تقرير آخر قيل بأنها تزن قرابة 6 كيلوغرامات (13 رطلا). وقد أطلق عليها السوفييت عدة أسماء منها كودريافكا (الروسية: кудрявка)، أي الصغيرة ذات الشعر المجعد، زوخكا (الحشرة الصغيرة)، ليمونخيك (الليمونة الصغيرة)، ولكن اسم لايكا وهو الاسم الروسي للعديد من سلالات الكلاب الشبيهة بالهسكي من شمالي البلاد وسيبيريا كان هو الاسم الشائع الذي أطلق على الكلبة واشتهرت به عالميا. بينما أطلقت عليها الصحافة الأمريكية ماتنيك  (بالإنجليزية: Muttnik) وكيرلي  (بالإنجليزية: Curly). وتعد لايكا مجهولة الأصل والنسب على الرغم من معرفة العلماء -تقريبا- السلالات التي قد تنتمي إليها، فالفكرة الرائدة هي أنها نصف هسكي أو سلالة شمالية أخرى، ونصف ترير على الأرجح. وقد وصفتها إحدى المجلات الروسية أنها باردة الطباع ولا تتشاجر مع أقرانها.
كان كل من الاتحاد السوفياتي والولايات المتحدة قد أرسل حيوانات برحلات فلكيّة قبل ذلك. وقد اختار السوفييت 3 كلاب وقاموا بتدريبهم للطيران في سبوتنك-2، وقد دعيت هذه الكلاب: ألبينا، موشكا، ولايكا. انتقى عالم الحياة الفضائية الروسي أولغ غازينكو لايكا وقام بتدريبها،  أما ألبينا فطارت مرتين على ارتفاع شاهق في صاروخ اختباري، وتم استخدام موشكا لاختبار الآلات المرفقة مع المركبة بما فيها جهاز دعم الحياة.
وضع العلماء هذهِ الكلاب في أقفاص لأجل تصغير حجمها تدريجيّا على مدى 20 يوما، وذلك حتى تتأقلم مع الجلوس في كابينة سبوتنك-2 الضيقة. وقد أدّى ازدياد انغلاق المساحة على الحيوانات إلى توقفها عن التبول والتغوّط، وجعلهما متوترة، وأدّى إلى تراجع وضعها الصحي. أعطيت الكلاب مسهلات على أمل أن يتحسن وضعها بعض الشيء ولكن هذا لم يكن له نتيجة تذكر، واكتشف الباحثون أن فترات التدريب الطويلة كانت وحدها مؤثرة عليها إيجابا. ووُضعت الكلاب في آلات للصفق المركزي تماثل بسرعتها سرعة انطلاق الصاروخ، وفي آلات أخرى تصدر أصواتا شبيهة بأصوات المركبة الفضائية، وقد أدّى هذا إلى مضاعفة نبضها وارتفاع ضغط دمّها لما بين 30 و65 ملليمتر زئبق. دربت الكلاب على أكل مادّة هلاميّة خاصة فائقة التغذية لتكون طعامًا لها في الفضاء.
اصطحب أحد العلماء لايكا معه إلى المنزل قبل بضع ساعات فقط من الإطلاق كي تلاعب أولاده، وفي كتاب يؤرّخ البرنامج الفضائي السوفياتي كتب الدكتور فلادمير يازدوفسكي: «أردت أن أفعل شيئا لطيفا لها، فلم يبق لها سوى القليل من الوقت لتعيش».

## استعدادات ما قبل الرحلة
اتخذ فلادمير يازدوفسكي الاختيار النهائي للكلاب وأدوارها المحددة. لايكا كانت هي «كلب الطيران»—تضحية من أجل العلم في مهمة ذهاب فقط إلى الفضاء. وألبينا التي كانت طارت بالفعل على ارتفاع كبير على صاروخ اختبار كانت بمثابة احتياطية للايكا. أما الكلبة الثالثة موشكا كانت «كلب التحكم»—فبقيت على الأرض لاستخدامها في اختبار الأجهرة ودعم الحياة.
وقبل مغادرة مركز بايكونور الفضائي أجرى يازدوفسكي وغازينكو عملية جراحية للكلاب، حيث قاموا بتوجيه الكابلات من أجهزة الإرسال إلى أجهزة الاستشعار التي من شأنها قياس التنفس والنبض وضغط الدم.
ولأن مهبط الطائرات في توراتام القريب من الميناء الفضائي كان صغيرًا، كان يتحتم على الكلاب والطاقم أن يكونوا على متن طائرة تو-104 إلى طشقند. ومن هناك ستأخذهم الطائرة الأصغر حجمًا والأخف وزنًا إي أل-14 إلى توراتام. واستمر تدريب الكلاب بمجرد الوصول؛ ومرة بعد الأخرى تم وضعهم في كبسولات ليتآلفوا من نظام التغذية.
وُضعت لايكا في القمر الصناعي بتاريخ 31 أكتوبر 1957، وفقا لما تفيد به وثائق الناسا، أي قبل 3 أيام من بدء المهمّة. وفي ذلك الوقت من السنة كانت درجات الحرارة في موقع الإطلاق منخفضة للغاية، لذا تمّ الاستعانة بخرطوم موصول بجهاز للتدفئة لإبقاء كابينتها دافئة، وتمّ تعيين اثنين من المساعدين لمراقبة الكلبة باستمرار قبل الإطلاق. وقبل الإقلاع من مركز بيكاونور الفضائي بوقت قصير، في الثالث من نوفمبر 1957، تمّ مسح فراء لايكا بمحلول كحولي ضعيف ومسائستها بحذر، بالإضافة لمسح مناطق جسدها التي ستوصل بها مجسات مراقبة أشاراتها الحيوية باليود.
قال أحد التقنيين الذين أعدوا الكبسولة قبل الإقلاع النهائي «بعد وضع لايكا في الحاوية وقبل إغلاق الباب، قبلنا أنفها وتمنينا لها رحلة سعيدة، عالمين بأنها لن تنجو من الرحلة».

## الرحلة
الوقت الدقيق للإطلاق يختلف من مصدر إلى مصدر، وقد ذُكَر أنه 05:30:42 بتوقيت موسكو أو 07:22 بتوقيت موسكو. وعندما وصلت المركبة لأقصى سرعتها ازداد معدّل تنفس لايكا إلى حوالي 3 أو 4 مرّات مما كان عليه قبل الإقلاع. أظهرت أجهزة الاستشعار أن معدّل نبضات قلبها كان 103 نبضة في الدقيقية قبل الانطلاق، ثم أصبح 240 نبضة في الدقيقية خلال المرحلة الأولى من الإقلاع. انفصلت مقدمة سبوتنك-2 بنجاح بعد وصولها إلى الغلاف الجوي، إلا أن مركز «البلوك A» لم ينفصل كما كان مخططا، مما منع جهاز التحكم بالحرارة من العمل بشكل صحيح، كما انفصلت بعض العازلات الحرارية مما رفع درجة حرارة الكابينة إلى 40 °مئوية (104 °فهرنهايت). عاد نبض لايكا واسقرّ على معدّل 102 نبضة في الدقيقة بعد ثلاث ساعات من حالة انعدام الوزن،  وهذا أطول ثلاث مرات مما كان يتطلبه عندما كانت تخضع للتدريب على الأرض، مما يدل على حالة التوتر الشديدة التي كانت تعاني منها. أظهرت أول القياسات عن بعد أن الكلبة كانت متوترة لكنها أقدمت على الاقتيات،  وبعد حوالي 5 إلى 7 ساعات من الإقلاع، لم يعد يصل من المركبة الفضائية أية إشارة حيويّة.
كان العلماء الروس قد خططوا لإخضاع لايكا للقتل الرحيم عن طريق تسميم الطعام الذي كانت ستقتات عليه في الفضاء. ولسنوات عديدة، كان الاتحاد السوفياتي يدلي بتصريحات متعارضة مفادها أنها إما نفقت جرّاء الاختناق بسبب نقص الأكسجين عندما تعطلت البطاريات، أو أنه تمّ إخضاعها للقتل الرحيم. دارت الكثير من الشائعات التي تحدثت عن طريقة موت الكلبة، ففي عام 1999 نصت العديد من المصادر الروسية أن لايكا ماتت جرّاء ارتفاع درجة حرارة كابينتها في اليوم الرابع،  لكن الحقيقية برزت في أكتوبر 2002 عندما صرّح الدكتور ديمتري ملاشنكوف، وهو أحد العلماء الذين ساهموا في مهمة سبوتنك-2، أن لايكا نفقت بعد 5 أو 7 ساعات من الإطلاق بسبب التوتر الزائد وارتفاع درجة حرارة مقصورتها. وفي ورقة قدّمها لمجمع العالم الفضائي في هيوستن، تكساس، نصّ «تبيّن أنه كان من المستحيل أن نصنع آلة فعّآلة يمكنها أن تتحكم بالحرارة خلال الوقت القليل الذي تقيدنا به». تفكك سبوتنك-2 واحترق —مع بقايا لايكا— أثناء دخوله الغلاف الجوي بتاريخ 14 أبريل 1958، بعد مايزيد عن 5 شهور من إطلاقه و2,570 دورة فلكيّة قام بها.

## الجدل وأخلاقيات التجارب على الحيوانات

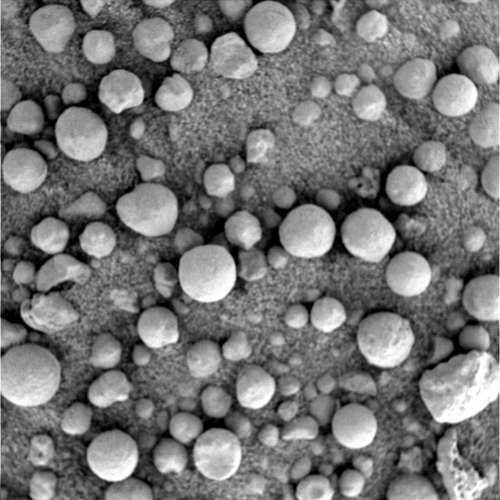
أطلقت ناسا اسم لايكا على هذه العينة من التراب على المريخ، التي التقطت أثناء مهمة متجول استكشاف المريخ.

لم يعترض أحد على الناحية الأخلاقية لهذه التجربة لفترة طويلة، وذلك بسبب انشغال الناس والصحافة في تلك الفترة بمسألة السباق الفضائي بين الولايات المتحدة والاتحاد السوفياتي. وقد أظهرت بعض قصائص الصحف من عام 1957  أن الصحافة كانت مهتمة بذلك الوقت بإبراز وجهة النظر السياسية عن هذا الموضوع، أما مسألة صحة واسترداد أو عدم استرداد لايكا، فبالكاد كانت تُذكر. واستمر هذا الأمر لفترة قبل أن تبرز بعض المحادثات بشأن مصير الكلبة—التي أصرّ بعضهم في البداية على تسميتها «كيرلي» عوضا عن «لايكا».
لم يكن سبوتنك-2 مصمما كي يتم استرجاعه، وبالتالي فإن لايكا كان مقدرًا لها الموت منذ البداية. أطلقت هذه المهمة جدلًا حادًّا عبر العالم يتعلّق بإساءة معاملة الحيوانات وإجراء التجارب عليها في سبيل التقدم العلمي. وفي المملكة المتحدة دعت الرابطة الوطنية للدفاع عن الكلاب (بالإنجليزية: National Canine Defence League) أصحاب جميع الكلاب للوقوف دقيقة صمت، بينما تلقت الجمعية الملكية لمنع القسوة على الحيوانات (بالإنجليزية: Royal Society for the Prevention of Cruelty to Animals) عددًا من الاحتجاجات حتى قبل أن يعلن الاتحاد السوفياتي نجاح المهمة، كما دعت جمعيات حقوق الحيوان العامة للتظاهر أمام السفارات السوفياتية في ذلك الوقت،  حتى أن البعض تظاهر خارج مقر الأمم المتحدة في نيويورك؛  إلا أنه على الرغم من ذلك قدّم الباحثون المخبريون في الولايات المتحدة بعض الدعم للروس، قبل أن يُعلن عن موت لايكا.
أما في الاتحاد السوفياتي فلم يكن الجدال حادًا كما كان في الدول الغربية، حيث لم يتساءل الإعلام أو الكتب التي صدرت في السنوات اللاحقة، ولا العامة عن السبب الذي يدعو لإرسال كلب إلى الفضاء حتى يموت. استمرّ هذا الأمر حتى عام 1998، أي بعد انهيار الاتحاد السوفيتي، حينما عبّر أولغ غازنكو - أحد العلماء المسؤولين عن إرسال لايكا إلى الفضاء - عن ندمه للسماح بموتها حيث صرّح: «إن العمل مع الحيوانات مصدر عذاب لنا جميعا. نحن نعاملها كالأطفال العاجزة عن النطق، وكلما مر المزيد من الوقت، ازداد أسفي على ما حصل. ما كان يجب علينا أن نفعل ذلك... لم نتعلّم ما فيه الكفاية من هذه المهمّة، حتى نبرر موت الكلبة.».
في بلدان حلف وارسو الأخرى، كان النقد المفتوح لبرنامج الفضاء السوفييتي صعبًا بسبب الرقابة السياسية، ولكن كانت هناك حالات ملحوظة من الانتقادات في الدوائر العلمية البولندية. وقد نُشرت في 1958 دورية علمية بولندية بعنوان «من، متي، لماذا» (Kto, Kiedy, Dlaczego)، ناقشت مهمة سبوتنك-2 في القسم المخصص لدوريات الملاحة الفضائية، كرزيسزتوف بورون وصف مهمة سبوتنك-2 بأنها «مؤسفة»، منتقدًا عدم إعادة لايكا إلى الأرض على قيد الحياة بأنها «بلا شك خسارة عظيمة للعلم».

## الإرث
خُلدت ذكرى الكلبة لايكا عن طريق نصب تذكاري هو تمثال ولوحة في منشأة مدينة النجوم الروسية المخصصة لتدريب روّاد الفضاء في 1997. وقد وُضعت لايكا خلف رواد الفضاء الروس مع آذانها المنتصبة. كما أن النُصب التذكاري الذي شُيد من أجل فاتحي الفضاء في 1964 يشمل لايكا أيضًا. وفي 11 أبريل 2008 عند منشأة البحوث العسكرية حيث الطاقم الذي كان مسؤولًا عن تجهيز لايكا للرحلة، كشف المسؤولون عن نُصب تذكاري لها وُضع على قمة صاروخ فضائي.
المهام الفضائية المستقبلية التي تحمل الكلاب صُممت ليتم استعادتها. وقد ماتت أربعة كلاب أخرى في مهام الفضاء السوفييتية: بارز وليزيتشكا ماتا عندما انفجر صاروخهم R-7 بعد وقت قصير من إطلاقه في 28 يوليو 1960. وبكيولكا وموشكا ماتا عندما دُمرت كارابل-سبوتنك 3 عمدًا بواسطة عبوة ناسفة من أجل منع القوى الأجنبية من فحص الكبسولة بعد فشل الدخول الجوي في رحلة العودة في 1 ديسمبر 1960.